# Apolysis maskali
Apolysis maskali är en tvåvingeart som beskrevs av Greathead 1966. Apolysis maskali ingår i släktet Apolysis och familjen svävflugor.
Artens utbredningsområde är Etiopien. Inga underarter finns listade i Catalogue of Life.